# 유럽 고속도로 853호선
유럽 고속도로 853호선(European route E853)은 그리스의 이오아니나와 알바니아의 국경 지대를 이어주는 B-클래스급 고속도로로, 총 연장은 61km에 이른다.

## 주요 경유지
- 그리스
  - E90, E92, E951 : 이오아니나
  - 알바니아의 국경 지대 부근
    - SH4 Gjirokastër-Tepelene-Fier-Durrës